# Peugeot Hoggar (Pick-up)
Pour les articles homonymes, voir Peugeot Hoggar.
 (mai 2023).
Si vous disposez d'ouvrages ou d'articles de référence ou si vous connaissez des sites web de qualité traitant du thème abordé ici, merci de compléter l'article en donnant les références utiles à sa vérifiabilité et en les liant à la section « Notes et références ».
Le Peugeot Hoggar est un pick-up compact lancé à la mi-2010 au Brésil par Peugeot, qui le produit dans son usine de Porto Real. Il est étroitement dérivé de la Peugeot 206+ SW (ou 207 Brésilienne) et utilise des éléments (train arrière) de Peugeot Partner.
Il remplace la 504 pick up qui était encore produite dans certains pays.

## Motorisations
|                            | Moteur essence          | Moteur essence         | Moteur essence         | Moteur essence        |
| -------------------------- | ----------------------- | ---------------------- | ---------------------- | --------------------- |
| Moteur                     | 4 cylindres en ligne    | 4 cylindres en ligne   | 4 cylindres en ligne   | 4 cylindres en ligne  |
| Cylindrée                  | 1 360 cm3               | 1 587 cm3              | 1 587 cm3              | 1 587 cm3             |
| Puissance maxi             | 80⁄82 ch à 5 250 tr/min | 106 ch à 4 000 tr/min  | 110 ch à 4 000 tr/min  | 113 ch à 4 000 tr/min |
| Couple maxi                | - N m à - tr/min        | 146 N m à 4 000 tr/min | 147 N m à 4 000 tr/min | - N m à - tr/min      |
| Boîte de vitesses          | BVM5/BVA4               | BVM5/BVA4              | BVM5/BVA4              | BVM5/BVA4             |
| Vitesse maxi               | 156                     | 177                    | 179                    | 179                   |
| 0-100 km/h                 | 14.4                    | 14,5                   | -                      | 11,9                  |
| Consommation (en L/100 km) | 14 à 7.7                | 10.9 à 6.2             | 11.6 à 8.6             | 15.2 à 11.1           |